# Běrunice (železniční zastávka)
Běrunice jsou železniční zastávka, která leží v km 9,546 trati Chlumec nad Cidlinou – Křinec mezi stanicemi Chlumec nad Cidlinou a Městec Králové. Nachází se na pomezí vesnic Běrunice a Velké Výkleky v okresu Nymburk. 

## Historie
Stanice byla zprovozněna 9. května 1901, původně byla vybudována jako dvoukolejná. Ve stanici se nacházel dřevěný sklad a toalety, ve staniční budově se nacházela dopravní kancelář, čekárna s výdejem jízdenek a 2 byty pro zaměstnance. V srpnu 1927 byla stanice změněna na zastávku, ovšem v roce 1938 se zastávka změnila zpět na stanici a byl zde dosazen přednosta. V roce 1945 se opět stanice změnila na zastávku. V 90. letech 20. století zde byl zrušen prodej jízdenek, v roce 2003 byl zbourán sklad a toalety.

## Popis
V zastávce je jednostranné vnější nástupiště z betonových panelů, délka je 32 m, nástupní hrana je ve výšce 300 mm nad temenem kolejnice.
K roku 2025 byla zastávka vybavena lavičkou, odpadkovým košem a osvětlením. Zastávka cestujícím neposkytovala žádné další služby.
Bezprostředně u nástupiště se v km 9,530 nachází přechod pro pěší P4572. Poblíž zastávky je ještě v km 9,643 přejezd P4573, na kterém trať kříží silnice č. 32820 mezi vesnicemi Velké Výkleky a Běrunice. Oba přejezdy jsou zabezpečeny výstražnými kříži.